# Gettr
GETTR（中文名为蓋特） 自称是一個面對世界各地人們的無偏見社群平台，GETTR盡最大努力為用戶提供最好的軟體質量，讓任何人都可以自由地表達自己的意見。 總部位於美國紐約州，由前美国总统唐納·川普的助手和發言人傑森·米勒創建。2021年7月1日推出測試版。

## 名稱簡介
Gettr是英文「getting together」（聚在一起）的混合詞。創辦人米勒稱，這個類似Twitter的平台2021年6月在應用商店上架，在2021年7月4日正式推出。

## 歷史
米勒在2021年中離開了唐納·川普的辦公室，擔任Gettr的首席執行官。他說，Gettr得到了包括郭文貴在內的國際投資者的支持。Gettr在特拉華州註冊，總部設在紐約。他還稱，郭文貴在Gettr沒有直接的財務權益或擔任直接角色，他也沒有指明是哪家基金會作出了這筆投資。郭文貴則表示，他是這家社交媒體平台的顧問，但沒有作為管理層成員參與其中。
《政客》報導，GETTR於6月中旬在谷歌和Apple的應用程式商店上架。GETTR的介紹自稱是「全世界民眾的零偏見社交網路」，建議17歲以上使用者適用。
截至2021年7月5日，GETTR已獲得超過75萬次下載。
該平台建立初期，包括前美國國務卿邁克·蓬佩奧、前白宮首席策士班農、中國商人郭文貴都已紛紛進駐。

## 争议
Gettr号称不会对用户进行内容审查，然而该系统对“中间偏左的人”进行删帖封号。然而该平台上极端内容盛行，系统对某些特定言论一路开绿灯：包括种族主义、反犹太主义和恐怖主义宣传。
Gettr的服务条款称，该平台可能会删除“令人反感、淫秽、猥亵、淫荡、肮脏、色情、暴力、骚扰、威胁、辱骂、非法或其他令人反感或不适当的内容”。 在Newsmax的一次露面中，米勒将该应用描述为“不会被取消文化的地方”。然而在Gettr推出后不久，该平台充斥着色情内容，包括Hentai。此外，该平台持续传播关于2019冠状病毒病阴谋论。 
平台称为保守主义支持者发声，特别是川普的支持者。极右翼组织骄傲男孩和其他持有新纳粹主义、白人至上主义的用户纷纷进驻。除此以外一些主流的保守派人物如肖恩·汉尼提、凯文·麦卡锡和迈克·蓬佩奥注册了该平台。 然而，恐怖组织伊斯兰国也开始在该平台进行政治宣传，伊斯兰国把一张“唐纳德·特朗普身穿橙色囚服，被斩首处决”的表情包大肆传播，并且疯狂地攻击川普的支持者作為報復。
有报道称，一位自称巴基斯坦的人入侵并公布了核心数据，该数据库经过排除重复后，有 76,382 个 GETTR 用户的电子邮件地址。

## 中國大陸封鎖
依據GreatFire測試，該網站在中國大陸被當局的防火长城封鎖，即當地網民無法正常訪問該網站，一上綫即被封鎖至今。

## 外部連結
- 官方网站